# Guadalupe, Bochil
Guadalupe är en ort i Mexiko.   Den ligger i kommunen Bochil och delstaten Chiapas, i den sydöstra delen av landet, 700 km öster om huvudstaden Mexico City. Guadalupe ligger 1 156 meter över havet och antalet invånare är 218.
Terrängen runt Guadalupe är kuperad åt nordväst, men åt sydost är den bergig. Guadalupe ligger nere i en dal. Runt Guadalupe är det ganska tätbefolkat, med 116 invånare per kvadratkilometer. Närmaste större samhälle är Bochil, 0,37 km sydost om Guadalupe. I omgivningarna runt Guadalupe växer huvudsakligen savannskog.